# Лисець (Требнє)
Лисець (словен. Lisec) — поселення в общині Требнє, регіон Південно-Східна Словенія, Словенія.